# Ghabou
Ghabou oder Khabou (arabisch قابو) ist eine Gemeinde in der Verwaltungsregion Guidimaka in Mauretanien und ist Hauptstadt des Départements Ghabou.

## Geographie
Der Hauptort der Gemeinde Ghabou liegt 556 Kilometer südöstlich von Nouakchott auf etwa 17 m Meereshöhe im zentralen Süden des Landes in der Schwemmlandebene des Grenzflusses Senegal, vier Kilometer stromabwärts der Mündung des Grenzflusses Karakoro in den Senegal. Der Ortskern liegt direkt am Senegalufer. Ihm gegenüber am Südufer liegt der gleichnamige malische Ort Khabou.

## Bevölkerung
Die Bevölkerungszahl der Gemeinde hat in den Jahren 2013 bis 2023 von 34.924 auf 12.912 Einwohner abgenommen, verursacht durch die Errichtung der Orte Baydam, Chleika und Diogountourou als eigenständige Gemeinden. Der Hauptort Ghabou selbst hat 7.173 Einwohner (2023). Daneben gibt es noch acht andere bewohnte Orte.